# 摩尼的水晶印章
摩尼的水晶印章（英語： 或 ）是一枚圓凸面型磨琢的水晶石，凹面上有三名摩尼教選民的胸像凹雕，凹雕周圍刻有一圈敍利亞文，應是摩尼教的創始人摩尼所用的私人印章。這是迄今為止發現的唯一一件來自薩珊王朝時期美索不達米亞地區（亞述斯坦）的摩尼教藝術品，也就是該教的發源地，現藏巴黎法國國家圖書館。

## 簡介
根據匈牙利亞洲宗教藝術史學家古樂慈的研究，該印章的使用時期大約在公元240至274或277年間。她認為這塊雕琢淸晰的水晶石是件獨一無二的藝術品，其獨特性不僅因為它的歷史價値，還因其所呈現的與其他古代伊朗寶石印章完全不同的藝術特徵。這枚水晶原本是鑲嵌在金屬包邊內，有兩個功能：第一，其凹面作為印章使用；第二，透過其圓凸面所見的凹雕圖像和銘文會呈現出彷如浮雕般凸顯出來的感覺，可當作一枚寶石雕刻的項鍊飾件佩戴。周圍所刻的敍利亞語銘文也必須透過圓凸面才淸晰可見：，解讀作「摩尼，耶穌基督的使徒」。因此，該印章是最早提及耶穌的摩尼教藝術品。原句中的「使徒」（Apostle）意為「信使」（Messenger），「耶穌基督」實為「彌賽亞」（Messiah）。在早期的摩尼教文獻中，這句話經常被用作摩尼所撰寫的宗教書信的開篇語。